# Naruto (sezonul 2)
Naruto Sezonul 2 (2003-2004)
Episoadele din sezonul doi al seriei anime Naruto se bazează pe partea întâi a seriei manga Naruto de Masashi Kishimoto. Sezonul doi din Naruto, serie de anime, este regizat de Hayato Date și produs de Studioul Pierrot și TV Tokyo și a început să fie difuzat pe data de 4 iunie 2003 la TV Tokyo și s-a încheiat la data de 12 mai 2004.
Episoadele din sezonul doi al seriei anime Naruto fac referire la Echipa 7 luând parte la patru părți a Examenului Chunin în care shinobi din mai multe sate trebuie să ia primul test în scopul de a actualiza rândurile în Satul Frunzei. În timpul celui de-al doilea test, un șarpe uman și criminal Orochimaru dezlănțuie o invazie împotriva satului folosind armatele de nisip și sunet. Mai târziu, alți doi ce lucrează pentru o organizație criminală misterioasă încearcă să-l răpească pe Naruto Uzumaki.

## Lista episoadelor
| Nr. în serie | Nr. în sezon | Titlu                                                                                  | Apariție           |
| ------------ | ------------ | -------------------------------------------------------------------------------------- | ------------------ |
| 36           | 1            | „Clone vs. clone: Ale mele sunt mai bune decât ale tale!”                              | 4 iunie 2003       |
| 37           | 2            | „Supraviețuind tăieturii! Cei nouă recruți sunt împreună din nou!”                     | 11 iunie 2003      |
| 38           | 3            | „Teren îngust: Eliminare mortală bruscă!”                                              | 18 iunie 2003      |
| 39           | 4            | „Gelozia lui Sprânceană Stufoasă: Lovitura leului fără lesă!”                          | 2 iulie 2003       |
| 40           | 5            | „Kakashi și Orochimaru: față în față!”                                                 | 9 iulie 2003       |
| 41           | 6            | „Kunoichi lovesc: Rivalii se luptă serios!”                                            | 16 iulie 2003      |
| 42           | 7            | „Ultima bătălie: Cha!”                                                                 | 23 iulie 2003      |
| 43           | 8            | „Kunoichi ucigașe și speriatul Shikamaru”                                              | 30 iulie 2003      |
| 44           | 9            | „Dezlegarea lui Akamaru! Cine-i cel tare câine acum?”                                  | 6 august 2003      |
| 45           | 10           | „Atacul surpriză! Arma secretă a lui Naruto!”                                          | 13 august 2003     |
| 46           | 11           | „Bătălia byakugan: Hinata devine îndrăzneață!”                                         | 20 august 2003     |
| 47           | 12           | „Un eșec rămâne la înălțime!”                                                          | 27 august 2003     |
| 48           | 13           | „Gaara vs. Rock Lee: Puterea tinereții explodează!”                                    | 3 septembrie 2003  |
| 49           | 14           | „Forța ascunsă a lui Lee: Jutsul secret interzis!”                                     | 10 septembrie 2003 |
| 50           | 15           | „A cincea poartă: Un ninja splendid s-a născut”                                        | 17 septembrie 2003 |
| 51           | 16           | „O umbră în întuneric: Un pericol se apropie de Sasuke”                                | 24 septembrie 2003 |
| 52           | 17           | „Ebisu se întoarce: Naruto încă se antrenează!”                                        | 1 octombrie 2003   |
| 53           | 18           | „Mult timp nevăzut: Jiraiya se întoarce!”                                              | 8 octombrie 2003   |
| 54           | 19           | „Jutsu de invocare: Înțelepciunea broaștei înțelepte!”                                 | 15 octombrie 2003  |
| 55           | 20           | „Un sentiment de dor, o floare plină de speranță”                                      | 22 octombrie 2003  |
| 56           | 21           | „Trăiești sau mori: Riscă totul pentru a câștiga totul!”                               | 29 octombrie 2003  |
| 57           | 22           | „El sare! El zboară! El pândește! Broasca șef apare!”                                  | 5 noiembrie 2003   |
| 58           | 23           | „Asedierea spitalului: Mâna lui Diavol se arată!”                                      | 12 noiembrie 2003  |
| 59           | 24           | „Rundele finale: Fuga spre arena de luptă!”                                            | 19 noiembrie 2003  |
| 60           | 25           | „Byakugan vs. clonele umbrei”                                                          | 26 noiembrie 2003  |
| 61           | 26           | „Ultima defensivă: Punctul orb zero!”                                                  | 3 decembrie 2003   |
| 62           | 27           | „Adevărata putere a unui ratat”                                                        | 10 decembrie 2003  |
| 63           | 28           | „Lovește sau renunță: Rundele finale se complică!”                                     | 17 decembrie 2003  |
| 64           | 29           | „Motivație zero: Tipul foarte invidios!”                                               | 24 decembrie 2003  |
| 65           | 30           | „Dansul frunzei, nisipul mișcător”                                                     | 31 decembrie 2003  |
| 66           | 31           | „Jutsul lui Sprânceană Stufoasă: Stilul lui Sasuke!”                                   | 14 ianuarie 2004   |
| 67           | 32           | „Târziu pentru spectacol, dar gata de plecare! Ultima tehnică secretă a luat naștere!” | 14 ianuarie 2004   |
| 68           | 33           | „Ora zero! Distrugerea Satului Frunzei începe!”                                        | 28 ianuarie 2004   |
| 69           | 34           | „Satul îndurerat: O nouă misiune de gradul A!”                                         | 4 februarie 2004   |
| 70           | 35           | „Chemarea la acțiune a unui leneș: Fără leneveală!”                                    | 11 februarie 2004  |
| 71           | 36           | „Un meci neașteptat: Lupta regală a lui hokage!”                                       | 18 februarie 2004  |
| 72           | 37           | „O greșeală din trecut: O față apărută!”                                               | 25 februarie 2004  |
| 73           | 38           | „Tehnica secretă interzisă: Sigiliul spintecătorului morții!”                          | 3 martie 2004      |
| 74           | 39           | „Adevărul uimitor! Identitatea lui Gaara apare!”                                       | 10 martie 2004     |
| 75           | 40           | „Decizia lui Sasuke: La limită!”                                                       | 17 martie 2004     |
| 76           | 41           | „Asasinul nopții luminat de lună”                                                      | 24 martie 2004     |
| 77           | 42           | „Lumină vs. întuneric: Cele două fețe ale lui Gaara”                                   | 31 martie 2004     |
| 78           | 43           | „Ghidul ninja a lui Naruto”                                                            | 7 aprilie 2004     |
| 79           | 44           | „Dincolo de limita întunericului și a luminii”                                         | 14 aprilie 2004    |
| 80           | 45           | „Al Treilea Hokage, pentru totdeauna...”                                               | 21 aprilie 2004    |
| 81           | 46           | „Întoarcerea ceții din zori”                                                           | 28 aprilie 2004    |
| 82           | 47           | „Ochi pentru ochi: Sharingan vs. sharingan!”                                           | 5 mai 2004         |
| 83           | 48           | „Jiraiya: Potențialul lui Naruto este un dezastru!”                                    | 12 mai 2004        |